# Parashorea globosa
Parashorea globosa (tiếng Anh thường gọi là White Seraya) là một loài thực vật thuộc họ Dipterocarpaceae. Loài này có ở Indonesia và Malaysia.